# Đức ông (Công giáo)
Đức ông (số ít: Monsignor, số nhiều: monsignori) trong danh xưng Công giáo là một tước vị danh dự do Giáo hoàng ban tặng theo đề nghị của các Giám mục địa phương cho một số linh mục có công trạng trong việc phục vụ Giáo hội tại các giáo phận trên toàn thế giới, hoặc cho các linh mục nhân viên của Tòa Thánh làm việc trong các cơ quan trung ương tại Giáo triều Rôma hoặc trong các phái bộ ngoại giao của Tòa Thánh ở các quốc gia trên thế giới. Tước vị này thường được viết tắt là Mgr, Msgr, hay Mons. và không phải là chức thánh trong Giáo hội. Hiện nay, theo chính sách mới của Giáo hoàng Phanxicô, tước hiệu Đức ông sẽ chỉ được ban cho linh mục triều trên 65 tuổi.